# 第166回天皇賞
第166回天皇賞（だい166かいてんのうしょう）は、2022年10月30日に東京競馬場で行われた競馬の競走である。3歳馬のイクイノックスが優勝し、前年のエフフォーリアに続きグレード制導入以降では史上4頭目となる3歳馬による天皇賞（秋）制覇となった。

## 競走前の状況
出走馬15頭中5頭がGI馬、全頭が重賞馬というメンバーとなった。その中で2022年のクラシック競走での上位馬と古馬がぶつかり合う、3歳馬vs古馬の構図が注目された。
3歳馬からは3頭が出走した。
イクイノックスは2021年の東京スポーツ杯2歳ステークスの勝ち馬。皐月賞と東京優駿のいずれも大外8枠18番からの発走になり2着に敗れ、今回は東京優駿後の左前脚の腫れの影響もあり5ヶ月の休養明けであった。
ダノンベルーガは共同通信杯の勝ち馬。皐月賞、東京優駿では2番人気、1番人気に支持されるも共に4着に敗れた。
ジオグリフは皐月賞の勝ち馬。3歳馬唯一のGI馬で、東京優駿では4番人気で7着に敗れた。レース後に右前脚の骨折が確認され、こちらも休養明けであった。
古馬のGI馬からは同年のドバイシーマクラシックを制した前年のダービー馬シャフリヤール、中山記念とドバイターフで逃げ切り勝ちを演じたパンサラッサ、大阪杯を制したポタジェ、前年のオークス馬ユーバーレーベンが出走を表明した。
その他重賞馬からは、同年の金鯱賞と札幌記念を制しているジャックドール、小倉記念を5馬身差圧勝したマリアエレーナ等が出走を表明した。
また、同レースの優先出走権が得られるオールカマーの勝ち馬ジェラルディーナ、毎日王冠の勝ち馬サリオス、京都大賞典の勝ち馬ヴェラアズールの3頭は同レースを回避した。

## 出走馬・枠順
2022年10月30日　第4回東京開催9日目　第11競走
コース
　芝2,000m（Bコース）
天気
　晴、馬場状態: 良、発走: 15時40分
| 枠番 | 馬番 | 競走馬名         | 性齢 | 騎手         | 斤量[kg] | 調教師     | 馬主                                 | 単勝人気 | 単勝人気 | 馬体重 [kg] |
| 枠番 | 馬番 | 競走馬名         | 性齢 | 騎手         | 斤量[kg] | 調教師     | 馬主                                 | 人気     | オッズ   | 馬体重 [kg] |
| ---- | ---- | ---------------- | ---- | ------------ | -------- | ---------- | ------------------------------------ | -------- | -------- | ----------- |
| 1    | 1    | マリアエレーナ   | 牝4  | 松山弘平     | 56       | 吉田直弘   | 金子真人ホールディングス（株）       | 6        | 20.9     | 426         |
| 2    | 2    | カラテ           | 牡6  | 菅原明良     | 58       | 辻野泰之   | 小田切光                             | 9        | 39.4     | 528         |
| 2    | 3    | パンサラッサ     | 牡5  | 吉田豊       | 58       | 矢作芳人   | 広尾レース（株）                     | 7        | 22.8     | 472         |
| 3    | 4    | ポタジェ         | 牡5  | 吉田隼人     | 58       | 友道康夫   | 金子真人ホールディングス（株）       | 8        | 34.6     | 468         |
| 3    | 5    | ダノンベルーガ   | 牡3  | 川田将雅     | 56       | 堀宣行     | （株）ダノックス                     | 4        | 7.3      | 500         |
| 4    | 6    | ジオグリフ       | 牡3  | 福永祐一     | 56       | 木村哲也   | （有）サンデーレーシング             | 5        | 9.1      | 506         |
| 4    | 7    | イクイノックス   | 牡3  | C.ルメール   | 56       | 木村哲也   | （有）シルクレーシング               | 1        | 2.6      | 488         |
| 5    | 8    | シャフリヤール   | 牡4  | C.デムーロ   | 58       | 藤原英昭   | （有）サンデーレーシング             | 2        | 4.4      | 456         |
| 5    | 9    | ジャックドール   | 牡4  | 藤岡佑介     | 58       | 藤岡健一   | 前原敏行                             | 3        | 5.0      | 508         |
| 6    | 10   | ノースブリッジ   | 牡4  | 岩田康誠     | 58       | 奥村武     | 井山登                               | 11       | 59.9     | 492         |
| 6    | 11   | レッドガラン     | 牡7  | 横山和生     | 58       | 安田隆行   | （株）東京ホースレーシング           | 14       | 279.7    | 520         |
| 7    | 12   | バビット         | 牡5  | 横山典弘     | 58       | 浜田多実雄 | 宮田直也                             | 12       | 173.4    | 462         |
| 7    | 13   | アブレイズ       | 牝5  | T.マーカンド | 56       | 池江泰寿   | 前田幸貴                             | 13       | 179.0    | 494         |
| 8    | 14   | ユーバーレーベン | 牝4  | M.デムーロ   | 56       | 手塚貴久   | （株）サラブレッドクラブ・ラフィアン | 10       | 43.8     | 476         |
| 8    | 15   | カデナ           | 牡8  | 三浦皇成     | 58       | 中竹和也   | 前田幸治                             | 15       | 286.9    | 478         |

## 展開

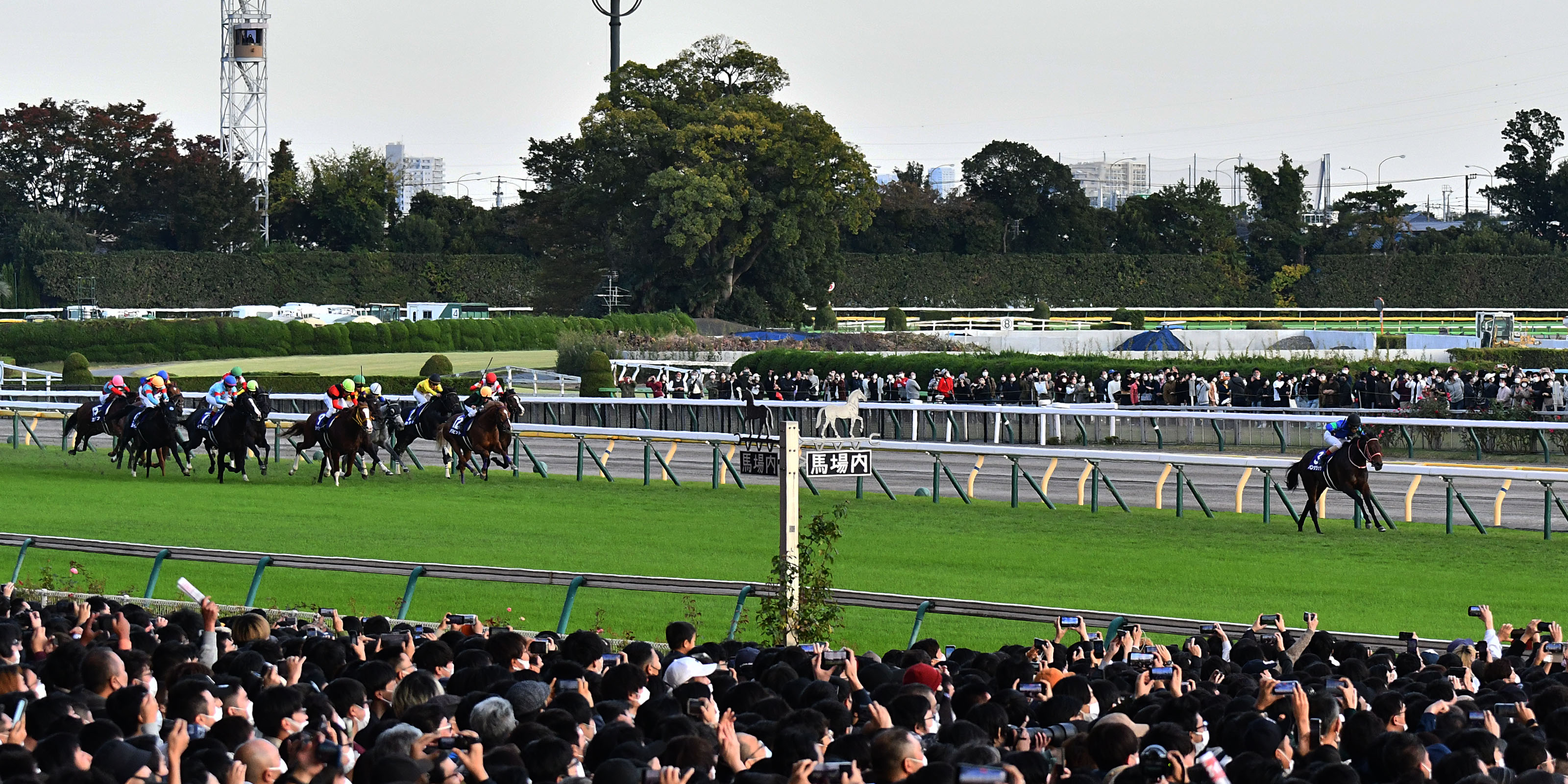
残り300m付近で後続馬群に対し大きくリードするパンサラッサ（写真右）

スタートでは15番カデナがやや出遅れ、後方からの競馬となった。パンサラッサとノースブリッジがハナを争うが、結局パンサラッサの逃げとなった。シャフリヤールとジャックドールは先団グループの競馬を選択し、イクイノックス、ダノンベルーガは中団から後方で控える形となった。
ハナを切ったパンサラッサは単騎での逃げとなり、1000mの通過タイムが57.4秒と超ハイペースを作り出す。2番手以降を引っ張るバビットやジャックドールらはハイペースを警戒してか、前とは距離を置いての追走となった。その影響で4コーナーまで後続に大きな動きがなく、依然先頭とは大きな差のまま直線に入った。先団につけていたジャックドールやシャフリヤールが直線早めに動き出し、逃げ粘るパンサラッサを目標に押し寄せるが、先頭との差はなかなか縮まらない。残り300mほどで外イクイノックスと内ダノンベルーガに鞭が入り、それに合わせてジャックドールが脚を伸ばす。パンサラッサが必死に粘るが、ゴール寸前でイクイノックスが捉えきり、そのままゴールした。
2着には粘ったパンサラッサ、3着にはダノンベルーガ、4着にはジャックドールが入線。2番人気シャフリヤールは前を捕らえる程の伸びは無く5着、5番人気ジオグリフは末脚を繰り出せず9着に敗れた。

## 競走結果

### 着順
| 着順 | 枠番 | 馬番 | 馬名             | タイム | 上3F | 着差   |
| ---- | ---- | ---- | ---------------- | ------ | ---- | ------ |
| 1    | 4    | 7    | イクイノックス   | 1:57.5 | 32.7 |        |
| 2    | 2    | 3    | パンサラッサ     | 1:57.6 | 36.8 | 1      |
| 3    | 3    | 5    | ダノンベルーガ   | 1:57.7 | 32.8 | クビ   |
| 4    | 5    | 9    | ジャックドール   | 1:57.8 | 33.5 | 1/2    |
| 5    | 5    | 8    | シャフリヤール   | 1:58.1 | 33.6 | 2      |
| 6    | 2    | 2    | カラテ           | 1:58.2 | 33.4 | 1      |
| 7    | 1    | 1    | マリアエレーナ   | 1:58.2 | 33.5 | ハナ   |
| 8    | 8    | 14   | ユーバーレーベン | 1:58.3 | 33.3 | クビ   |
| 9    | 4    | 6    | ジオグリフ       | 1:58.3 | 33.6 | クビ   |
| 10   | 7    | 13   | アブレイズ       | 1:58.4 | 33.7 | クビ   |
| 11   | 6    | 10   | ノースブリッジ   | 1:58.4 | 34.0 | アタマ |
| 12   | 8    | 15   | カデナ           | 1:58.4 | 33.2 | クビ   |
| 13   | 3    | 4    | ポタジェ         | 1:58.4 | 33.4 | クビ   |
| 14   | 6    | 11   | レッドガラン     | 1:58.7 | 33.4 | 1.1/2  |
| 15   | 7    | 12   | バビット         | 1:58.7 | 34.6 | アタマ |

### 制裁
- ノースブリッジ騎乗の岩田康誠は、2コーナーで斜行したため、11月12日と13日の2日間の騎乗停止となった[4]。（被害馬：マリアエレーナ）

### データ
| 1000ｍ通過タイム  | 57.4秒（パンサラッサ）   |
| 上がり4ハロン     | 48.5秒                   |
| 上がり3ハロン     | 36.7秒                   |
| 最速上がり3ハロン | 32.7秒（イクイノックス） |

### 払戻金[5]
|        | 馬番/枠番 | 人気 | 金額（円） |
| ------ | --------- | ---- | ---------- |
| 単勝   | 7         | 1    | 260        |
| 複勝   | 7         | 1    | 130        |
| 複勝   | 3         | 7    | 470        |
| 複勝   | 5         | 4    | 220        |
| 馬単   | 7-3       | 18   | 4,930      |
| 馬連   | 3-7       | 12   | 3,330      |
| 枠連   | 2-4       | 6    | 1,680      |
| ワイド | 3-7       | 12   | 1,210      |
| ワイド | 5-7       | 3    | 320        |
| ワイド | 3-5       | 25   | 2,260      |
| 三連複 | 3-5-7     | 13   | 4,400      |
| 三連単 | 7-3-5     | 68   | 23,370     |

## エピソード
- イクイノックスが本競走を勝利したことにより、前年のホープフルステークスから続いた「JRAが開催する平地GI競走における、1番人気馬の連敗記録」が16で止まった[6][7]。

|    | 2021 - 2022年   | 2021 - 2022年      | 2021 - 2022年 |
| -- | --------------- | ------------------ | ------------- |
|    | 有馬記念        | エフフォーリア     | 01着          |
| 1  | ホープフルS     | コマンドライン     | 12着0         |
| 2  | フェブラリーS   | レッドルゼル       | 06着          |
| 3  | 高松宮記念      | レシステンシア     | 06着          |
| 4  | 大阪杯          | エフフォーリア     | 09着          |
| 5  | 桜花賞          | ナミュール         | 10着          |
| 6  | 皐月賞          | ドウデュース       | 03着          |
| 7  | 天皇賞（春）    | ディープボンド     | 02着          |
| 8  | NHKマイルC      | セリフォス         | 04着          |
| 9  | ヴィクトリアM   | レイパパレ         | 12着          |
| 10 | 優駿牝馬        | サークルオブライフ | 12着          |
| 11 | 東京優駿        | ダノンベルーガ     | 04着          |
| 12 | 安田記念        | イルーシヴパンサー | 08着          |
| 13 | 宝塚記念        | エフフォーリア     | 06着          |
| 14 | スプリンターズS | メイケイエール     | 14着          |
| 15 | 秋華賞          | スターズオンアース | 03着          |
| 16 | 菊花賞          | ガイアフォース     | 08着          |
| 17 | 天皇賞（秋）    | イクイノックス     | 01着          |

- イクイノックスの父キタサンブラックは、種牡馬として初めてのGI制覇。加えて天皇賞（秋）親子制覇を達成[8]。
  - キタサンブラックが引退シーズンで勝利し、初年度産駒のイクイノックスが3歳で勝利したため、理論上最速となる僅か5年での親子制覇達成となった[9]
- 調教師の木村哲也は、これが初めての天皇賞勝利。
- 鞍上のC.ルメールは2020年のアーモンドアイ以来4度目の同レース勝利。
- 3歳馬の勝利は前年のエフフォーリアに続き2年連続5回目[10][11]、GI未勝利の3歳馬となると2002年のシンボリクリスエス以来20年ぶり2度目。
- デビューから5戦目での天皇賞（秋）勝利は史上最速[12]。
- イクイノックスの上がり3F32秒7は、2020年の2着馬フィエールマンと並ぶ同レース史上3位タイ[13]（2024年現在）
  - 1着、2着の上がり3ハロンのタイム差「4.1」はグレード制導入以降のGI競走では最大であった。
- パンサラッサの叩き出した1000m通過タイム57.4秒は、吉田豊もサイレントハンターに騎乗していた24年前の天皇賞(秋)でサイレンススズカの叩き出した1000m通過タイムと同じ。かつ、大逃げをうつ展開も同じであった。

## テレビ・ラジオ中継
本レースのテレビ・ラジオ放送の実況担当者
- 日本放送協会（NHK）：小宮山晃義（協会本部・メディア総局アナウンス室）
- ラジオNIKKEI：大関隼
- フジテレビ：立本信吾
- TBSラジオ：熊崎風斗（TBSテレビ）
  - 熊崎は、本レースでの実況によって2022年度（第48回）アノンシスト賞ラジオ・スポーツ部門の最優秀賞を受賞[14]。
- アール・エフ・ラジオ日本:吉本靖